# Pehuenioperla
Pehuenioperla is een geslacht van steenvliegen uit de familie Gripopterygidae. De wetenschappelijke naam van het geslacht is voor het eerst geldig gepubliceerd in 2009 door Vera.

## Soorten
Pehuenioperla omvat de volgende soorten:
- Pehuenioperla llaima Vera, 2009